# مکانیک آماری کوانتومی
مکانیک آماری کوانتومی به اعمال روش‌های مکانیک آماری برای مطالعه‌ی سامانه‌های کوانتومی گفته می‌شود. اساس مکانیک آماری کوانتومی، توصیف کوانتومی سامانه‌های بس‌ذره‌ای است. در مکانیک کوانتومی، یک آنسامبل آماری (توزیع احتمال روی حالت‌های کوانتومی ممکن) توسط یک عملگر چگالی S روی فضای هیلبرت H توصیف‌کننده‌ی سامانه‌ی کوانتومی مورد نظر توصیف می‌شود. این موضوع در فرمول‌بندی‌های مختلف مکانیک کوانتومی قابل نشان‌دادن است.

## مطالعه‌ی بیشتر
- J. von Neumann, Mathematical Foundations of Quantum Mechanics, Princeton University Press, 1955.
- F. Reif, Statistical and Thermal Physics, McGraw-Hill, 1965.